# Mosrite
La Mosrite è un marchio di chitarre californiano (Mosrite OF California) nata negli anni cinquanta ed utilizzata soprattutto da gruppi surf.
La Mosrite divenne famosa perché utilizzata dai The Ventures, band surf strumentale che utilizzava due chitarre ed un basso (anch'esso Mosrite).
Negli anni seguenti questa chitarra verrà usata da Johnny Ramone dei Ramones, Fred "Sonic" Smith degli MC5, da Kurt Cobain dei Nirvana e da Nick Royale degli Hellacopters.
È caratterizzata da un suono secco e tagliente (molto in stile fender).
Ora la Mosrite non è più prodotta in California ma in Giappone, dove viene costruita e assemblata in modo totalmente fedele all'originale.

## Chitarristi famosi utilizzatori di Mosrite
- Arthur Lee - Love
- Åsmund Prytz - Null$katte$nylterne
- Buck Trent
- Erik Brann - Iron Butterfly

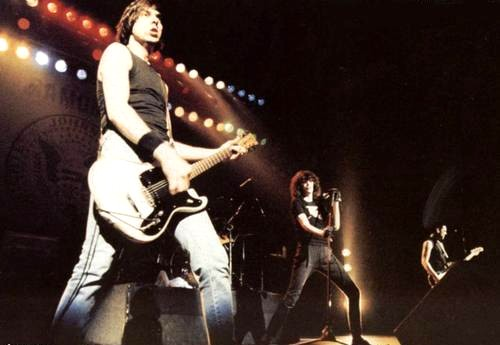
Johnny Ramone nel 1987 a San Paolo del Brasile mentre suona una Mosrite.

- Joe Maphis - Wanda Jackson, Ricky Nelson e altri.
- Johnny Ramone - Ramones
- Kurt Cobain - Nirvana
- Nash Kato - Urge Overkill
- Nick McCarthy - Franz Ferdinand
- Nick Royale - The Ventures & The Royale
- Nokie Edwards - The Ventures
- Ricky Wilson - The B-52's
- Scott Bondy - Verbena
- Tommy Tedesco